# UNIT.City
UNIT.City — перший в Україні інноваційний парк, відкритий у Києві 2017 року на території колишнього Київського мотозаводу. Станом на 2021 рік в інноваційному парку налічується 110 компаній-резидентів. Серед них чотири лабораторії, три бізнес-кампуси та коворкінг, вісім акселераторів три інвестиційні фонди для підтримки та розвитку українських стартапів.
Другий етап розвитку UNIT.City завершиться до 2025 року. Результатом діяльності команди інноваційного парку має стати сприятлива екосистема для розвитку підприємництва та досліджень, що допомагатиме у створенні компаній, успішних на глобальному ринку.
Всього розраховано, що парк вміщатиме 30 000 фахівців і створить майже три тисячі робочих місць.
Вартість проекту оцінюється більше, ніж в 500 мільйонів доларів. Входить до холдингової компанії UFuture.

## Історія
UNIT.City заснований Василем Хмельницьким у 2017 році. Проєкт фінансується холдинговою компанією UFuture Investment Group. Співінвесторами є UDP, KAN Development, ПБГ «Ковальська» та Європейський інвестиційний банк.
Першим резидентом інноваційного парку стала безкоштовна школа програмування UNIT Factory.
UNIT.Cafe у 2018 році стало номінантом премії Building of the Year Awards від впливового архітектурного порталу ArchDaily.
До 2019 року проект розбудовували керівні партнери Максим Бахматов та Макс Яковер.
5 квітня 2019 року українська асоціація Римського клубу спільно з Київським Міжнародним Економічним Форумом провела у новому кампусі Unit.Verse конференцію наукової молоді YSC 2.0 «Економічне майбутнє України».
В жовтні 2019 року було завершено світлову інсталяцію «Маяк інновацій». Інсталяція створена з 60-метрового димоходу. «Маяк інновацій» став переможцем міжнародного конкурсу LIT Lighting Design Awards в номінації Light Art Project. Таким чином він потрапив у список кращих світлотехнічних проектів з усього світу.
У 2019 році кампус B12 інноваційного парку UNIT.City першим в Україні отримав срібний сертифікат LEEDv.4 Core & Shell Ради з екологічного будівництва США (USGBC). Восени 2019 році UNIT.City очолила нова команда топ-менеджменту у складі керівного партнера Костянтина Євтушенка, партнера і CFO Кирила Бондаря та CEO Домініка Піоте (Dominique Piotet).
В лютому 2020 року UNIT.City та Міністерство освіти і науки підписали меморандум про співпрацю.
У травні 2020 року UNIT Factory припинила свою діяльність. На базі UNIT Factory стартувала освітня IT-програма UCode. Її ініціаторами виступили UFuture та InSoft Partners. Програма розроблена на основі методики Challenge Based Learning, яка ініційована компанією Apple та застосовується в Apple Developer Academy.
1 липня 2020 року укладено угоду з Європейським інвестиційним банком про надання кредиту UNIT.City в розмірі 50 млн євро.
15 липня 2020 року UNIT.City оголосив про запуск проекту NEST для стартапів. Він об'єднує в собі акселератор та інкубатор; місце зустрічей і платформу для залучення інвестицій; HR-хаб для виходу на міжнародні ринки. Станом на вересень 2021 NEST містить в собі Bootcamp і eResidence. eResidence – віртуальна демо-версія резидентства в UNIT.City. Вона дає можливість будь-якій компанії віддалено бути частиною екосистеми інноваційного парку. Bootcamp –  тренінг для стартапів. З моменту запуску проекту було проведено 4 набори, в яких взяло участь понад 40 стартапів.
16 липня 2020 року Український фонд стартапів та UNIT.City підписали меморандум про стратегічну співпрацю. Його метою є визначення шляхів взаємної підтримки, серед яких організація заходів, спрямованих на реалізацію оптимальних рішень щодо розвитку стартап-екосистеми України. Передбачається участь у спільних проектах, подіях, зустрічах тощо.
23 березня 2021 року UNIT.City у партнерстві з офіційним імпортером BMW та MINI в Україні АВТ Баварія запровадили сервіс оренди електромобілів U.GO.
У квітні 2021 року запущена операційна система TINU, яка поєднує всі автономні сервіси інноваційного парку в операційний центр і надає функціонал для управління сервісами.
25 червня 2021 року UNIT.City став партнером Американського університету в Києві.
У вересні 2022 року Віталік Бутерін приїхав до Києва та взяв участь у Web3-хакатоні, що проходив у UNIT.City.

## Діяльність
Протягом 2016—2019 року в UNIT.City проведено близько 1000 заходів.
- UNIT.Perks — пропозиції від компаній-партнерів UNIT.City зі знижками чи пільговими умовами для резидентів. Серед партнерів: Amazon.com, Microsoft, Depositphotos, Grammarly[27][28]. Безкоштовні сервіси та знижки для бізнесу загальною вартістю понад $220 000 від відомих світових корпорацій. Використовуючи програми партнерів, резиденти можуть зекономити близько $1 мільйона доларів[29].
- AGRITECH UNIT — грантова програма з підтримки агротехнологічного бізнесу.[30]
- NEST — акселератор та інкубатор для просування на західні ринки талановитих українців, які мають власний якісний продукт.
- INDAX — це системна платформа для підтримки та масштабування малого та середнього бізнесу у промисловому секторі. За допомогою навчання, менторства, партнерства та інвестицій акселератор підтримує підприємців.[31]
- FabLab Fabricator — одна з найбільших лабораторій швидкого прототипування в Україні, що належить до світової мережі The Fab Foundation. Це інноваційна лабораторія, дизайн-студія, сучасна майстерня та найбільша в Україні платформа для вивчення передових технологій виробництва. В лабораторії є необхідне програмне і технічне забезпечення, а також інженери-лектори, навчають технологіям 3D-друку, 3D-сканування, моделювання, скетчингу, лазерної різки, програмування і робототехніці.[32]
- Sector X — це акселераційний хаб, місце розвитку стартапів, спрямований на розвиток стартапів,, яким потрібні результати — запуски пілотів з клієнтами, продажі, залучення інвестицій, робота на зовнішніх ринках та розвиток. В рамках цієї платформи для стартапів доступний робочий простір UNIT.City, акселераційна програма, корпоративні партнери, ментори та експерти, спільнота підприємців, іноземні партнери та інвестори.[33]
- Центр 5G — разом із Міністерством цифрової трансформації, Huawei Україна та Vodafone Україна в UNIT.City створено тестовий майданчик, а в подальшому – R&D-центр з використанням технології 5G.
- Sensorama Lab — спеціалізується на розробці додатків із використанням імерсивних технологій, 3D-моделюванні та створенні відео 360. Займаються проєктами у сферах нерухомості, промисловості, освіти та культури. Започаткували перші навчальні курси з розробки AR/VR в Україні.

## Компанії-резиденти
Серед резидентів парку є такі компанії та неприбуткові організації: Snap, Метінвест Digital, Академія ДТЕК, Ukrainian Startup Fund, Fablab Fabricator, TechUkraine, Миронівський хлібопродукт, Bolt, Ukrainian Corporate Governance Academy, Delfast, Forbes Ukraine, BBDO Ukraine, NODUS, OneBox тощо.
Delfast — компанія, що виробляє електробайки, які потрапили до Книги рекордів Гіннеса. На Київському велотреку вони встановили світовий рекорд по дальності пробігу на одному заряді, проїхавши 367 км за 16,5 годин.
Wantent — стартап, що займається розробкою штучного інтелекту, який спостерігає за реакцією глядача та оцінює рівень його зацікавленості у відео контенті.
Effa — стартап, що створює зубні щітки, використовуючи для цього перероблений папір. Перший прототип було створено в лабораторії FabLab Fabricator.

## Інфраструктура
Площа території становить 25 гектарів. На цій території розташовані: бізнес-кампуси, R&D-центри, конференц-зали, лабораторії VR і AR, виробничі потужності для 3D-друку та адитивного виробництва, UNIT.Coworking, житловий комплекс UNIT.Home, спортивний хаб ЕБШ.

### UNIT.Home
На території інноваційного парку зводять житлові будинки для постійних мешканців UNIT.City. Вони об'єднані в ЖК UNIT.Home, площа якого становить 11,7 га і туди будуть входити 9 кварталів з 2475 квартирами (що вміщатимуть близько 4500 осіб). Серед інфраструктурних об'єктів будуть доступні: медичний центр, школа, два дитсадки і два дитячі клуби, фітнес-центр з басейном, прокат вело- електротранспорту, паркінг тощо.
В цілому передбачено, що після завершення проекту у 2025 році парк буде вміщати до 30 000 фахівців.

## Інші міста
У Львові та Харкові інвестори розвивають місцеві іноваційні парки, зокрема у 2019 році в Харкові відкрилась школа програмування та коворкінг UNIT.Factory  ;  у Львові знаходиться у процесі будівництва LvivTech.City, з площею в 1,77 га. Парк розташований в промзоні колишнього заводу «Львівприлад».